# Cyperus fuscovaginatus
Cyperus fuscovaginatus är en halvgräsart som beskrevs av Georg Kükenthal. Cyperus fuscovaginatus ingår i släktet papyrusar, och familjen halvgräs.
Artens utbredningsområde är Zambia. Inga underarter finns listade i Catalogue of Life.